# Cynthiana
Cynthiana är en ort i Harrison County i delstaten Kentucky, USA. År 2000 hade orten 6 258 invånare. Den har enligt United States Census Bureau en area på 8,7 km², allt är land. Cynthiana är administrativ huvudort (county seat) i Harrison County. 